# Conseil de la Couronne (Éthiopie)
Pour les articles homonymes, voir Conseil de la Couronne.
Le Conseil de la Couronne est l'organe constitutionnel, au sein de l'Empire éthiopien, qui conseille l'empereur d'Éthiopie. Il agit également au nom de la Couronne. Les membres du Conseil sont nommés par l'empereur. Depuis l'abolition de la monarchie, le Conseil de la Couronne fait office de gouvernement en exil de l'Empire éthiopien (revendiquant l'Éthiopie et l'Érythrée).

## Histoire
Sous l'Empire éthiopien, outre son rôle consultatif, le Conseil de la Couronne est chargé de constater l'incapacité de l'empereur à régner. Dans cette hypothèse, le Conseil de la Couronne détermine les deux descendants de la lignée de Sahle Sélassié les plus proches de l'empereur, appelés à siéger au sein du Conseil de régence, présidé par l'impératrice-mère.
Le 12 septembre 1974, le gouvernement militaire provisoire de l'Éthiopie socialiste dépose le dernier empereur, Haïlé Sélassié Ier, et dissout le Conseil. La plupart de ses membres sont emprisonnés et exécutés, y compris son président, le prince Asrate Kassa. Le gouvernement militaire provisoire annonce que la monarchie est abolie au début de l'année suivante.
Toutefois, en 1993, un nouveau Conseil de la Couronne — comprenant plusieurs descendants d'Haïlé Sélassié Ier — est formé et affirme que le titre d'empereur d'Éthiopie existe toujours, et que le Conseil de la Couronne agira dans son intérêt, considérant que l'abolition de la monarchie par le gouvernement militaire provisoire était extraconstitutionnelle et illégale.
La Constitution fédérale de 1994 confirme le statut républicain du pays mais les royalistes éthiopiens continuent de reconnaître le Conseil de la Couronne. Le gouvernement de l'Éthiopie continue cependant à accorder aux membres de la famille impériale leurs titres princiers par courtoisie. Le 28 juillet 2004, le Conseil de la Couronne redéfinit son rôle en réorientant sa mission du domaine politique vers une mission de préservation culturelle, de développement et d'efforts humanitaires en Éthiopie. Le 16 mars 2005, le prince Ermias Sahle Sélassié (en) est réaffirmé en tant que président du Conseil de la Couronne par son cousin au second degré, le prince Zera Sélassié. Le prince Zera est considéré comme l'héritier du trône d'Éthiopie.

## Présidents du Conseil
| No                                                       | Portrait              | Titulaire                                             | Début du mandat | Fin du mandat     | Empereur ou chef   |
| -------------------------------------------------------- | --------------------- | ----------------------------------------------------- | --------------- | ----------------- | ------------------ |
| 1                                                        | Kassa Haile Darge     | Kassa Haile Darge (8 juillet 1881 – 16 novembre 1956) | 13 juillet 1941 | 16 novembre 1956  | Haïlé Sélassié Ier |
| Vacance de la fonction de président entre 1956 et 1971   |                       |                                                       |                 |                   |                    |
| 2                                                        | Asrate Kassa          | Asrate Kassa (1er mai 1922 – 23 novembre 1974)        | 29 juillet 1971 | 12 septembre 1974 | Haïlé Sélassié Ier |
| Disparition du Conseil de la Couronne entre 1974 et 1993 |                       |                                                       |                 |                   |                    |
| 3                                                        | Ermias Sahle Sélassié | Ermias Sahle Sélassié (en) (né le 14 juin 1960)       | 15 juillet 1993 | En fonction       | Amha Sélassié      |
| 3                                                        | Ermias Sahle Sélassié | Ermias Sahle Sélassié (en) (né le 14 juin 1960)       | 15 juillet 1993 | En fonction       | Zera Sélassié      |